# Nhịp thở nhanh
Nhịp thở nhanh là hít thở nhanh bất thường.
Với người lớn đang nghỉ ngơi, bất cứ nhịp thở nào giữa 12 và 20 nhịp một phút là bình thường và thuật ngữ nhịp thở quá nhanh dùng để chỉ lớn hơn 20 nhịp thở một phút. Nhịp thở nhanh có thể là dấu hiệu y khoa sớm của trẻ mắc bệnh viêm phổi.

## Phân biệt với các thuật ngữ hô hấp khác
Những nguồn khác nhau đưa ra sự phân loại khác nhau với các thuật ngữ hô hấp.
Một số người mô tả nó là có nhịp thở nhanh. Thở gấp do đó được mô tả là sự tăng cường lưu thông phế nang (mà có thể xảy ra bằng cách tăng tốc độ hoặc độ sâu hô hấp, hoặc cả hai) nơi mà có sự tăng lưu thông cacbon dioxide ít hơn so với tăng hít thở. Mặt khác, thở nhanh sâu, được định nghĩa là hít thở nhanh và sâu hơi hít thở lúc nghỉ ngơi.
Một số người khác đưa ra sự phân loại khác: nhịp thở nhanh là nhịp thở nhanh, thở gấp là tốc độ thở lúc nghỉ ngơi nhanh, thở nhanh sâu là việc tăng ít thở mà có tỷ lệ phù hợp với sự tăng tốc độ trao đổi chất.
Cách phân loại thứ ba là: nhịp thở nhanh là hô hấp nhanh bất thường (mặc dù một số người tranh luận rằng điều này sai vì hít thở khác với hô hấp), thở gấp là tăng tốc độ hoặc độ sâu hô hấp tới mức độ bất thường tạo ra sự giảm cacbon dioxide máu và thở nhanh sau là bất cứ sự tăng tốc độ và độ sâu hít thở nào mà không bình thường.

## Nguyên nhân
Nhịp thở nhanh có thể có nguyên nhân sinh lý hoặc bệnh lý. Cả hai loại này đều bao gồm danh sách lớn nhưng nguyên nhân riêng lẻ. Ví dụ, nguyên nhân sinh lý có thể bao gồm thể dục và lao động trong thời gian thai nghén. Trong các nguyên nhân sinh lý bệnh lý, nhịp thở nhanh có thể là triệu chứng của nhiễm độc cacbon monoxit làm cho oxy truyền tải đến các mô và cơ quan bị chặn tạo ra sự giảm oxy huyết và trực tiếp gây ra chấn thương tế bào.